# Аортальна балонна контрапульсація

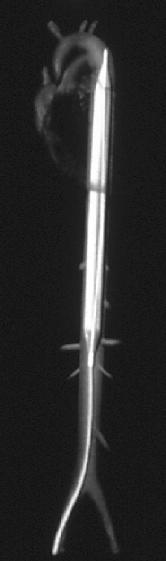
Аортальний балонний контрпульсатор в низхідному відділі аорти

Аорта́льна бало́нна контрапульса́ція, (АБК) (англ. Intra-aortic balloon pump, (IABP)) — маніпуляція, яка застосовується з метою покращення коронарної перфузії (кровотоку в коронарних артеріях) та зменшення післянавантаження лівого шлуночка серця у пацієнтів, рефрактерних до оптимальної медикаментозної терапії. Балон через стегнову артерію встановлюється у нисхідній аорті. Він роздувається під час діастоли серця, підвищуючи коронарну перфузію, та здувається перед початком систоли, знижуючи тим самим післянавантаження на лівий шлуночок серця та підвищуючи серцевий викид.